# Johannes Theodoor Henrard
Johannes (eller Jan) Theodoor Henrard, född 1881, död 1974, var en nederländsk botaniker och mykolog.
Auktorsnamnet Henrard kan användas för Johannes Theodoor Henrard i samband med ett vetenskapligt namn inom botaniken; se Wikipediaartiklar som länkar till auktorsnamnet.